# Кьосево
Кьосево е село в Южна България. То се намира в община Кърджали, област Кърджали. До 1934 г. името на селото е Кьоселер.

## География
Село Кьосево се намира в планински район.

## Население
Численост и дял на етническите групи според преброяването на населението през 2011 г.:
|                     | Численост | Дял (в %) |
| Общо                | 141       | 100,00    |
| Българи             | 0         | 0,00      |
| Турци               | 116       | 82,26     |
| Цигани              | 21        | 14,89     |
| Други               | 0         | 0,00      |
| Не се самоопределят | 0         | 0         |
| Неотговорили        | 3         | 2,12      |